# Manchester City Football Club 1937-1938
Questa voce raccoglie le informazioni riguardanti il Manchester City Football Club nelle competizioni ufficiali della stagione 1937-1938.

## Risultati
In qualità di campione in carica, il Manchester City disputò il Charity Shield contro il Sunderland, che venne battuto con due reti segnate nel secondo tempo. Nella FA Cup, i Citizens superarono tre turni prima di essere eliminati ai quarti di finale dall'Aston Villa.
In campionato, i Citizens non si rivelarono in grado di difendere il titolo stazionando nelle posizioni di metà classifica, e rimanendo molto vicina alla zona retrocessione per via di una classifica molto corta. Perdendo la gara dell'ultima giornata contro l'Huddersfield Town il Manchester City, che figurava come miglior attacco del campionato con una differenza reti positiva e una media reti superiore a 1, concluse il campionato al penultimo posto, detenendo quindi il record negativo (unico caso nella storia del calcio inglese) di squadra retrocessa da campione in carica.

## Maglie
Per la stagione 1937-1938 venne introdotto un colletto in tinta con la maglia.
| Manica sinistra · Maglietta · Maglietta · Manica destra · Pantaloncini · Calzettoni |

## Organigramma societario
Area direttiva
- Presidente: Robert Smith
- Vice presidente: A.E.B. Alexander
- Consiglio di amministrazione: F.R. Jolly, J. Bowling Jones, William Shaw, H. Wood

Area tecnica
- Allenatore: Wilf Wild
- Allenatore in seconda: Tom Chorlton

## Rosa
| N. |                             | Ruolo | Calciatore     |
| -- | --------------------------- | ----- | -------------- |
|    | Inghilterra (bandiera)      | P     | Frank Swift    |
|    | Inghilterra (bandiera)      | D     | Sam Barkas     |
|    | Inghilterra (bandiera)      | D     | Louis Cardwell |
|    | Inghilterra (bandiera)      | D     | Gordon Clark   |
|    | Inghilterra (bandiera)      | D     | Billy Dale     |
|    | Inghilterra (bandiera)      | D     | Willis Gregg   |
|    | Inghilterra (bandiera)      | C     | John Bray      |
|    | Irlanda del Nord (bandiera) | C     | Peter Doherty  |
|    | Inghilterra (bandiera)      | C     | Albert Emptage |
|    | Scozia (bandiera)           | C     | Les McDowall   |
|    | Inghilterra (bandiera)      | C     | Dick Neilson   |
|    | Inghilterra (bandiera)      | C     | Jack Percival  |
|    | Inghilterra (bandiera)      | C     | Joe Rogers     |
|    | Inghilterra (bandiera)      | C     | Billy Wardle   |

| N. |                             | Ruolo | Calciatore      |
| -- | --------------------------- | ----- | --------------- |
|    | Irlanda del Nord (bandiera) | A     | Albert Barr     |
|    | Inghilterra (bandiera)      | A     | Eric Brook      |
|    | Inghilterra (bandiera)      | A     | Maurice Dunkley |
|    | Inghilterra (bandiera)      | A     | Rex Clayton     |
|    | Inghilterra (bandiera)      | A     | Ray Freeman     |
|    | Inghilterra (bandiera)      | A     | Jimmy Heale     |
|    | Scozia (bandiera)           | A     | Alec Herd       |
|    | Inghilterra (bandiera)      | A     | Bobby Marshall  |
|    | Inghilterra (bandiera)      | A     | Jack Milsom     |
|    | Inghilterra (bandiera)      | A     | Jack Pritchard  |
|    | Scozia (bandiera)           | A     | Colin Rodger    |
|    | Inghilterra (bandiera)      | A     | Fred Tilson     |
|    | Inghilterra (bandiera)      | A     | Ernie Toseland  |

## Risultati

### Charity Shield
| Manchester 3 novembre 1937                     | Manchester City | 2 – 0 referto | Sunderland | Maine Road (14 000 spett.) |
| \| \| \| \| \| Herd Doherty \| Marcatori \| \| |                 |               |            |                            |
|                                                |                 |               |            |                            |
| Herd Doherty                                   | Marcatori       |               |            |                            |